# Wenceslaus I van Zator
Wenceslaus I van Zator (circa 1418 - 29 juli 1468) was van 1434 tot 1445 medehertog van Auschwitz en van 1445 tot 1468 hertog van Zator. Hij behoorde tot de Silezische tak van het huis Piasten.

## Levensloop
Wenceslaus I was de oudste zoon van hertog Casimir I van Auschwitz en diens echtgenote Anna, dochter van hertog Hendrik VIII van Glogau. Na de dood van zijn vader in 1434 werd hij samen met zijn jongere broers Przemysław en Jan IV hertog van Auschwitz. In 1445 beslisten ze hun gebieden onderling te verdelen: Wenceslaus I kreeg het hertogdom Zator, Przemysław het hertogdom Tost en Jan IV behield de overgebleven delen van het hertogdom Auschwitz. 
In 1437 werd op de Boheemse landdag Albrecht II uit het huis Habsburg verkozen tot de nieuwe koning van Bohemen ten nadele van Casimir IV Jagiello, de elfjarige zoon van de Poolse koning Wladislaus II Jagiello. Casimir IV wilde daarop de bisschop van Breslau, Koenraad IV van Oels, dwingen om Casimir IV te erkennen als koning van Bohemen, wat Koenraad IV echter weigerde. In september 1438 overviel een Pools leger Opper-Silezië op een verwoestende manier, waarna Wenceslaus I en zijn broers zich bereid verklaarden om Casimir IV te erkennen als Boheems koning. Desondanks huldigden in november 1438 alle Silezische hertogen in Breslau de verkozen koning Albrecht II. 
Nadat Albrecht II in 1439 stierf, flakkerde de strijd om de Boheemse troonsopvolging weer op. De strijd werd gevoerd door koning Wladislaus III van Polen tegen Albrechts weduwe Elisabeth van Luxemburg en haar in 1440 geboren zoon Ladislaus Posthumus. Aanvankelijk steunden Wenceslaus en zijn broers Elisabeth, maar nadat Poolse troepen de stad Zator innamen, koos hij de zijde van Wladislaus III. In 1441 huldigde Wenceslaus I koning Wenceslaus III van Polen als leenheer van Zator, waardoor hij vanaf dan vazal van de Poolse kroon was. Hij trad ook samen met zijn broer Jan IV in militaire dienst onder de Poolse koning.
Wenceslaus I stierf in 1468, waarna hij in de stad Zator werd begraven.  

## Huwelijk en nakomelingen
Wenceslaus I huwde rond 1450 met Margaretha (overleden na 1468), dochter van Urban Kopczowski, een edelman uit het hertogdom Siewierz. Ze kregen zeven kinderen:
- Casimir II (circa 1450-1490), hertog van Zator
- Wenceslaus II (circa 1450/1455-1487), hertog van Zator
- Jan V (circa 1455-1513)
- Wladislaus (circa 1455-1494)
- Sophia (overleden rond 1466)
- Catharina (overleden rond 1466)
- Agnes (overleden in 1465)